# Državna cesta D66
D66 je državna cesta u Hrvatskoj, uz istočnu obalu Istre. Ukupna duljina iznosi 90,1 km.